# 弗林
弗林（德語：Vrin，德語發音：[vʁin] ⓘ）是瑞士格勞賓登州的一个旧市镇，位於該國東部，面積71.23平方公里，海拔高度1,448米，每年平均降雨量1,143毫米，2011年人口255，人口密度每平方公里4人。

## 图集

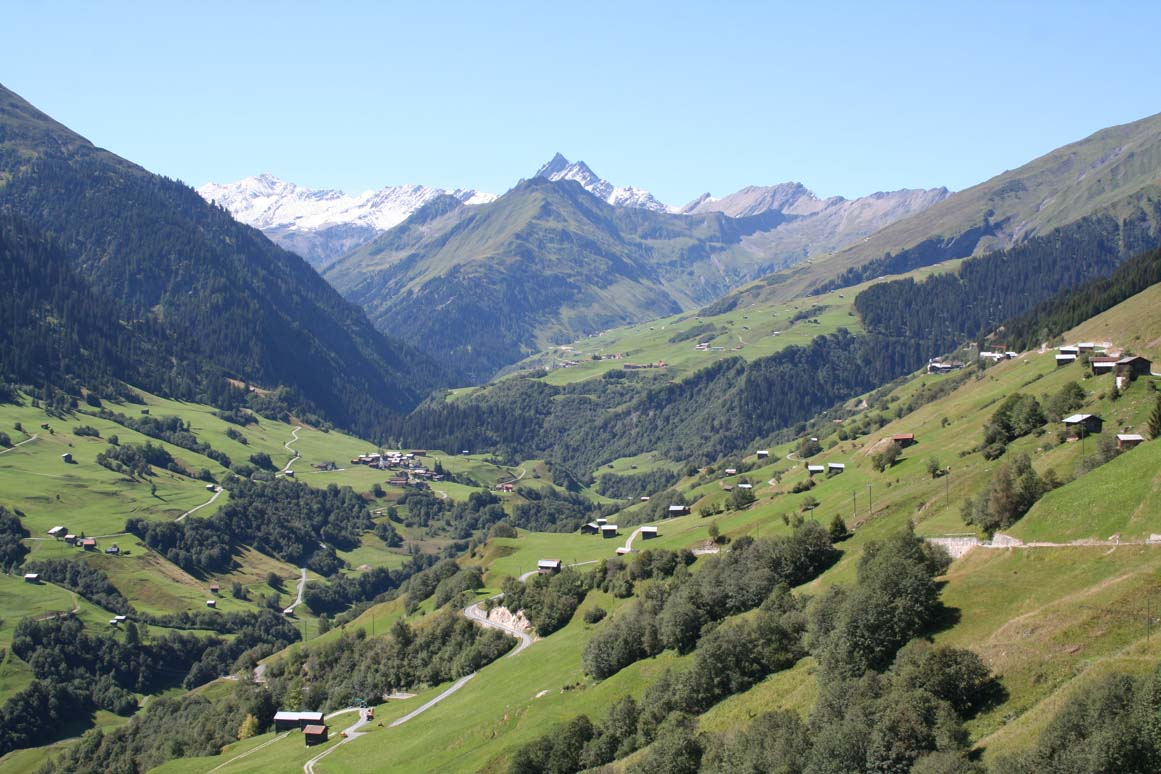
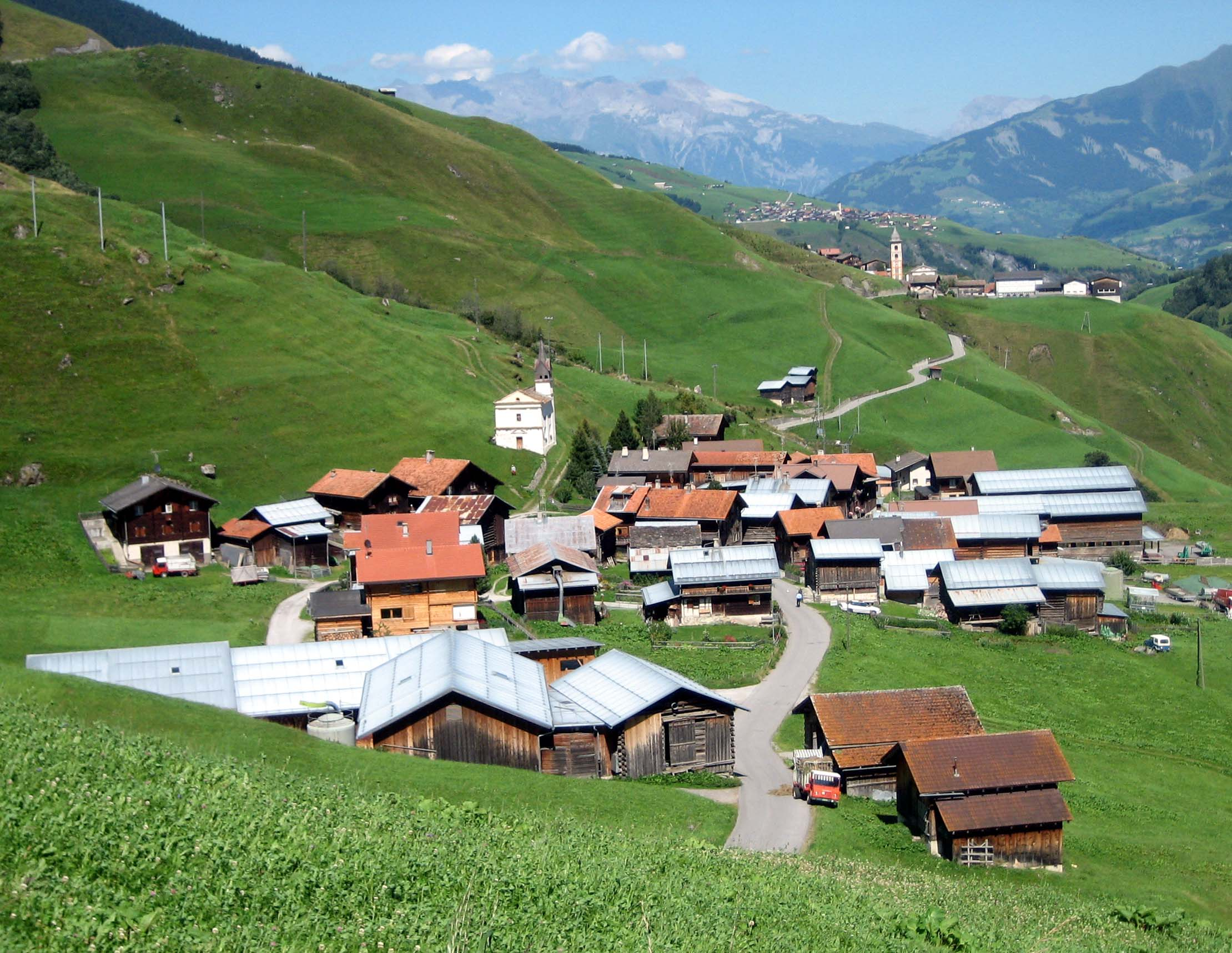

## 外部連結
- 官方网站 （页面存档备份，存于） （德文）